# Посольство Литвы в Беларуси
Посольство Литовской Республики в Республике Беларусь (лит. Lietuvos Respublikos ambasada Baltarusijos Respublikoje; бел. Амбасада Літоўскай Рэспублікі ў Рэспубліцы Беларусь) — литовское дипломатическое представительство, расположенное в Минске, Белоруссия.
В консульский округ Посольства входит вся территория Белоруссии.
Должность Чрезвычайного и Полномочного Посла с 8 августа 2016 года занимает Андрюс Пулокас (лит. Andrius Pulokas) — литовский кадровый дипломат и экономист, выпускник Вильнюсского университета.

## История
Дипломатические отношения между современными Литвой и Белоруссией были установлены 30 декабря 1992 года.
С 1993 по 1994 год дипломатическую миссию Литвы в Белоруссии возглавлял временный поверенный в делах Альфонсас Аугулис (лит. Alfonsas Augulis).
Помимо посольства, на территории Белоруссии, в Гродно, действует Генеральное Консульство Литовской Республики. Возглавляет консульство Генеральный консул Йоланта Тубайте.